# Пайвина, Полина Васильевна
Полина Васильевна Пайвина (10 мая 1914, Большое Кабанье, Пермская губерния — 13 февраля 1989) — свинарка совхоза «Красная Звезда» Шадринского района Курганской области. Герой Социалистического Труда (1960).

## Биография
Полина Пайвина родилась 10 мая 1914 года в крестьянской семье в селе Кабанском (Кабанье) Кабанской волости Шадринского уезда Пермской губернии, ныне село Большое Кабанье входит в Шадринский муниципальный округ Курганской области. Отец, Василий Пайвин — участник Первой Мировой и Гражданской войн, член ВКП(б). Мать, Раиса Григорьевна — активистка по созданию коммуны «Времскепск». В семье было 5 детей: Полина, Раиса, Аркадий, Василий, Леонид.
В 1927 году Полина окончила Кабанскую начальную школу. Трудовую деятельность начала в 1930 году в коммуне, затем в колхозе имени Жданова Шадринского района. С 1932 года — разнорабочая в «Заготзерно» и с 1936 года трудилась на Шадринском хлебозаводе. 
С 1938 года — свинарка на свиноферме свиноводческого совхоза «Красная Звезда» Погадайского (с 1973 года — Краснозвездинского) сельсовета Шадринского района.
Достигла высоких трудовых показателей. С начала 50-х годов ежегодно перевыполняла план. Участвовала в общественной жизни совхоза. Выступила инициатором социалистического соревнования за получение высоких привесов при наименьшем использовании кормов. В 1957 году откормила 280 свиней, в 1958 году — около 550 свиней, в 1959 году — 764 свиней, в 1960 году — 2448 свиней с общим весом 2320 центнеров и в 1961 году — 2720 свиней при запланированных 3000 свиней.
Указом Президиума Верховного Совета СССР от 7 марта 1960 года в ознаменование 50-летия Международного женского дня, за выдающиеся достижения в труде и особо плодотворную общественную деятельность удостоена звания Героя Социалистического Труда с вручением ордена Ленина и золотой медали «Серп и Молот».
В последующие пять лет откормила 20 тысяч свиней, получив в общей массе 16 тысяч центнеров свинины.
Была избрана членом Шадринского районного и Курганского областного комитетов КПСС, депутатом Шадринского районного и Курганского областного Советов депутатов трудящихся.
Полина Васильевна Пайвина скончалась 13 февраля 1989 года <где?>. Похоронена <где?>.

## Награды
- Герой Социалистического Труда — указом Президиума Верховного Совета СССР от 7 марта 1960 года, в ознаменование 50-летия Международного женского дня, за выдающиеся достижения в труде и особо плодотворную общественную деятельность[4]
  - Орден Ленина № 331708
  - Медаль «Серп и Молот» № 9406
- «Песня о знатной свинарке». Слова Евгения Желтова (с. Мехонское), музыка Бориса Радченко (г. Курган), газета «Шадринская правда» от 19 января 1964 года[5].

## Память
В совхозе «Красная Звезда» был приз имени П.В. Пайвиной, за который боролись мастера свиноводства.

## Книги
- Пайвина, П. В. 2320 центнеров свинины за год. — Курган: газ. «Сов. Зауралье», 1961. — 32 с. — (Б-чка передовиков животноводства). — 1000 экз.[6]
- Пайвина, П. В. Мой опыт откорма свиней. — М.: «Сов. Россия», 1961. — 16 с. — (Решения Январского (1961 г.) Пленума ЦК КПСС - в жизнь!). — 30 000 экз.[7]